# Рашвілл (Іллінойс)
Рашвілл (англ. Rushville) — місто (англ. city) в США, в окрузі Скайлер штату Іллінойс. Населення — 3005 осіб (2020).

## Географія
Рашвілл розташований за координатами 40°7′12″ пн. ш. 90°34′0″ зх. д. / 40.12000° пн. ш. 90.56667° зх. д. (40.119966, -90.566548).  За даними Бюро перепису населення США в 2010 році місто мало площу 4,28 км², уся площа — суходіл.

## Демографія
Згідно з переписом 2010 року, у місті мешкали 3192 особи в 1420 домогосподарствах у складі 866 родин. Густота населення становила 746 осіб/км².  Було 1546 помешкань (361/км²).
Расовий склад населення:
| - 95,2 % — білих - 3,2 % — чорних або афроамериканців - 0,3 % — азіатів - 0,2 % — корінних американців |

До двох чи більше рас належало 0,5 %. Частка іспаномовних становила 1,5 % від усіх жителів.
За віковим діапазоном населення розподілялося таким чином: 21,5 % — особи молодші 18 років, 56,4 % — особи у віці 18—64 років, 22,1 % — особи у віці 65 років та старші. Медіана віку мешканця становила 41,7 року. На 100 осіб жіночої статі у місті припадало 90,8 чоловіків;  на 100 жінок у віці від 18 років та старших — 87,1 чоловіків також старших 18 років.
Середній дохід на одне домашнє господарство  становив 46 013 долари США (медіана — 40 278), а середній дохід на одну сім'ю — 55 171 долар (медіана — 48 877). Медіана доходів становила 47 917 доларів для чоловіків та 27 500 доларів для жінок. За межею бідності перебувало 18,1 % осіб, у тому числі 22,3 % дітей у віці до 18 років та 10,4 % осіб у віці 65 років та старших.
Цивільне працевлаштоване населення становило 1220 осіб. Основні галузі зайнятості: освіта, охорона здоров'я та соціальна допомога — 30,7 %, виробництво — 15,2 %, публічна адміністрація — 11,9 %, роздрібна торгівля — 10,4 %.

## Персоналії
- Кармеліта Гераті (1901-1966) — американська акторка німого кіно, художниця.